# Taquarana (kommun)
Taquarana är en kommun i Brasilien.   Den ligger i delstaten Alagoas, i den östra delen av landet, 1 400 km nordost om huvudstaden Brasília. Antalet invånare är 19 020.
Följande samhällen finns i Taquarana:
- Taquarana

Omgivningarna runt Taquarana är huvudsakligen savann. Runt Taquarana är det ganska tätbefolkat, med 100 invånare per kvadratkilometer.